# 2009 KT36
2009 KT36, também escrito como 2009 KT36, é um objeto transnetuniano que está localizado no Cinturão de Kuiper, uma região do Sistema Solar. Ele possui uma magnitude absoluta de 8,8 e tem um diâmetro estimado com 76 km.

## Descoberta
2009 KT36 foi descoberto no dia 20 de maio de 2009.

## Órbita
A órbita de 2009 KT36 tem uma excentricidade de 0,367 e possui um semieixo maior de 43,434 UA. O seu periélio leva o mesmo a uma distância de 27,510 UA em relação ao Sol e seu afélio a 59,357 UA.